# Reserva Yaguaroundí
La reserva Yaguaroundí —también llamada Jaguaroundí— es un área natural protegida ubicada en cercanías de la localidad de Fracrán, en el departamento Guaraní, en la provincia de Misiones, en la mesopotamia argentina.

Fue creada sobre una superficie de unas 400 ha, aproximadamente en torno a la posición 26°41′16″S 54°15′54″O / -26.68778, -54.26500 mediante el decreto provincial 1847 del año 1999 y administradas y gestionadas por la Fundación Vida Silvestre Argentina desde el año 2003.
La reserva está ubicada en el llamado Corredor Verde de Misiones, en la región de las Sierras Centrales. Desde el punto de vista fitogeográfico corresponde a la ecorregión selva Paranaense. La cuenca alta del arroyo Piray Guazú forma parte del área protegida.
Es una de las áreas importantes para la conservación de las aves de Argentina.

## Objetivos
La reserva fue creada con el objetivo general de resguardar un área de selva paranaense en particular estado de conservación, debido a que las características onduladas y aún accidentadas del terreno crearon dificultades para la explotación forestal que normalmente tenía como resultado la degradación del bosque nativo. Su emplazamiento establece la conectividad entre otras áreas protegidas, incrementando la preservación de toda la región.

La sustentabilidad del área se basa en el desarrollo de un emprendimiento de ecoturismo, cuyos servicios se orientan a la observación de flora y fauna, además de promover acciones educativas y de investigación.

## Flora
La cobertura vegetal responde a la tipología de selva mixta de laurel (Nectandra saligna) y guatambú (Balfourodendron riedelianum), con multitud de especies cuyo desarrollo ocupa los distintos niveles del bosque.

Además de los mencionados, en el área se han identificado varias decenas de especies de árboles de distinto porte, entre ellas el zapallo caspi (Pisonia zapallo), el lapacho negro (Handroanthus heptaphyllus), el lapacho amarillo (Handroanthus pulcherrimus), el guayubira (Patagonula americana), la grapia (Apuleia leiocarpa), el incienso (Myrocarpus frondosus), la espina de corona (Gleditsia amorphoides) y el ibirá pitá (Peltophorum dubium), entre otros.

## Fauna

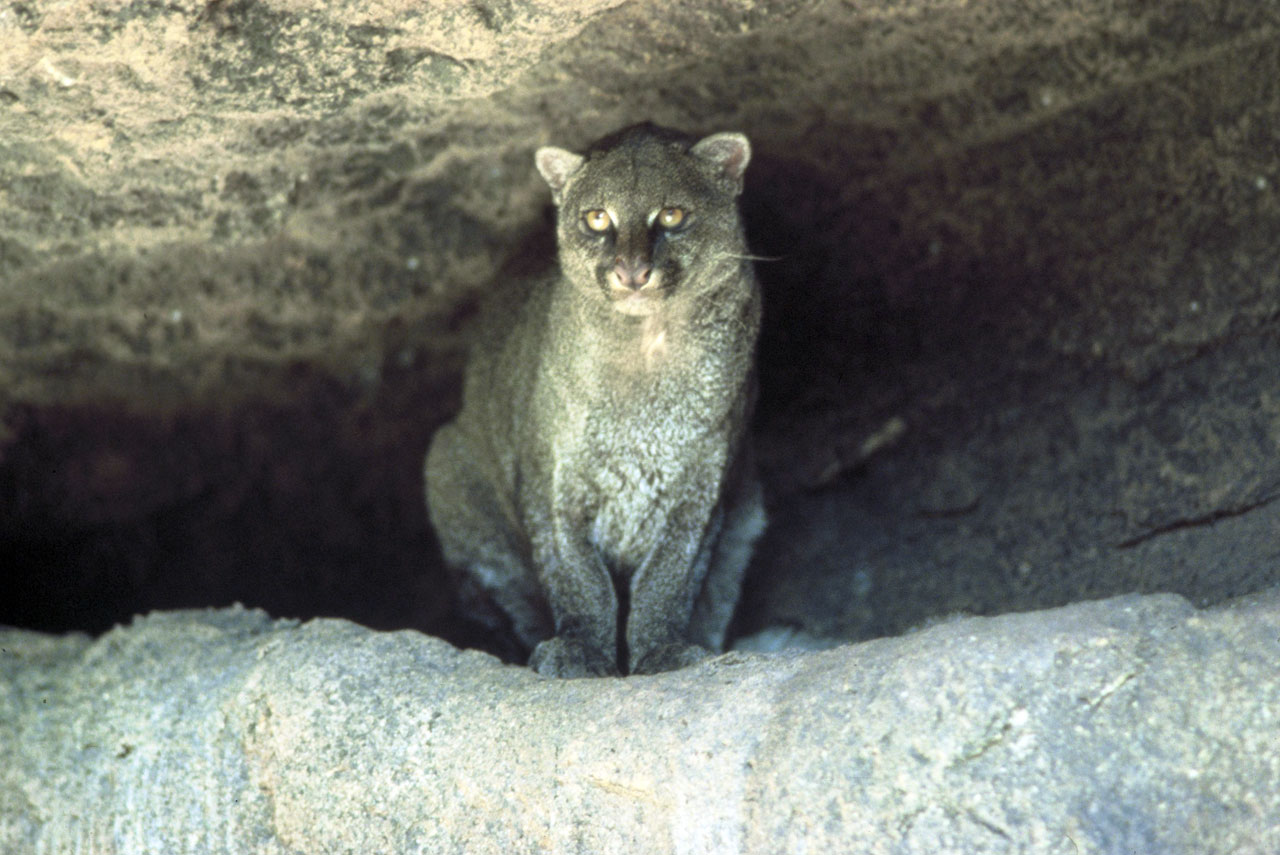
Puma yaguarundi, especie que le da su nombre al área protegida.

Se han observado alrededor de 25 especies de mamíferos, entre ellos monos caí (Sapajus apella), coatíes de cola anillada (Nasua nasua), ositos lavedores (Procyon cancrivorus) y los huidizos gatos moro (Puma yagouaroundi), ocelotes (Leopardus pardalis) y pumas (Puma concolor).

Otras especies observadas son el tateto (Pecari tajacu), el pecarí labiado (Tayassu  pecari), el tapir o anta (Tapirus terrestris) y el tamanduá (Tamandua tetradactyla). Los reptiles incluyen las víboras cascabel (Crotalus durissus), yararacusú o urutú dorada (Bothrops jararacussu) y coral misionera (Micrurus corallinus) y el lagarto overo o teyú-guazú (Tupinambis merianae).
La reserva es de gran importancia por su riqueza ornitológica. Se ha registrado la presencia de más de 200 especies, algunas de ellas raras o amenazadas. Los pájaros cantores están ampliamente representados, entre ellos las pequeñas mosquetas corona oliva (Phyllomyias virescens), ceja amarilla (Capsiempis flaveola), media luna (Phylloscartes eximius), común (Phylloscartes ventralis), de anteojos (Hemitriccus diops), enana (Myiornis auricularis), cabeza canela (Poecilotriccus plumbeiceps) y parda (Lathrotriccus euleri); los pijuí corona rojiza (Synallaxis ruficapilla), plomizo (Synallaxis spixi) y negruzco (Synallaxis cinerascens) y los fruteros overo (Cissopis leverianus), corona amarilla (Trichothraupis melanops) y coronado (Tachyphonus coronatus), entre muchos otros.

## Recursos turísticos
La reserva se sustenta mediante el desarrollo de actividades recreativas orientadas a la observación de flora y fauna. A estos fines, se han creado algunos recorridos en senderos para caminatas de baja o media dificultad hasta algunos puntos de interés:
- Saltos Las Hadas
- Arroyo Las Antas
- Salto Panambí
- Arroyo Yaguaroundí
- Sendero Tingazú

Dentro del área de la reserva se ofrece la posibilidad de alojamiento básico.